# Knuthova cena

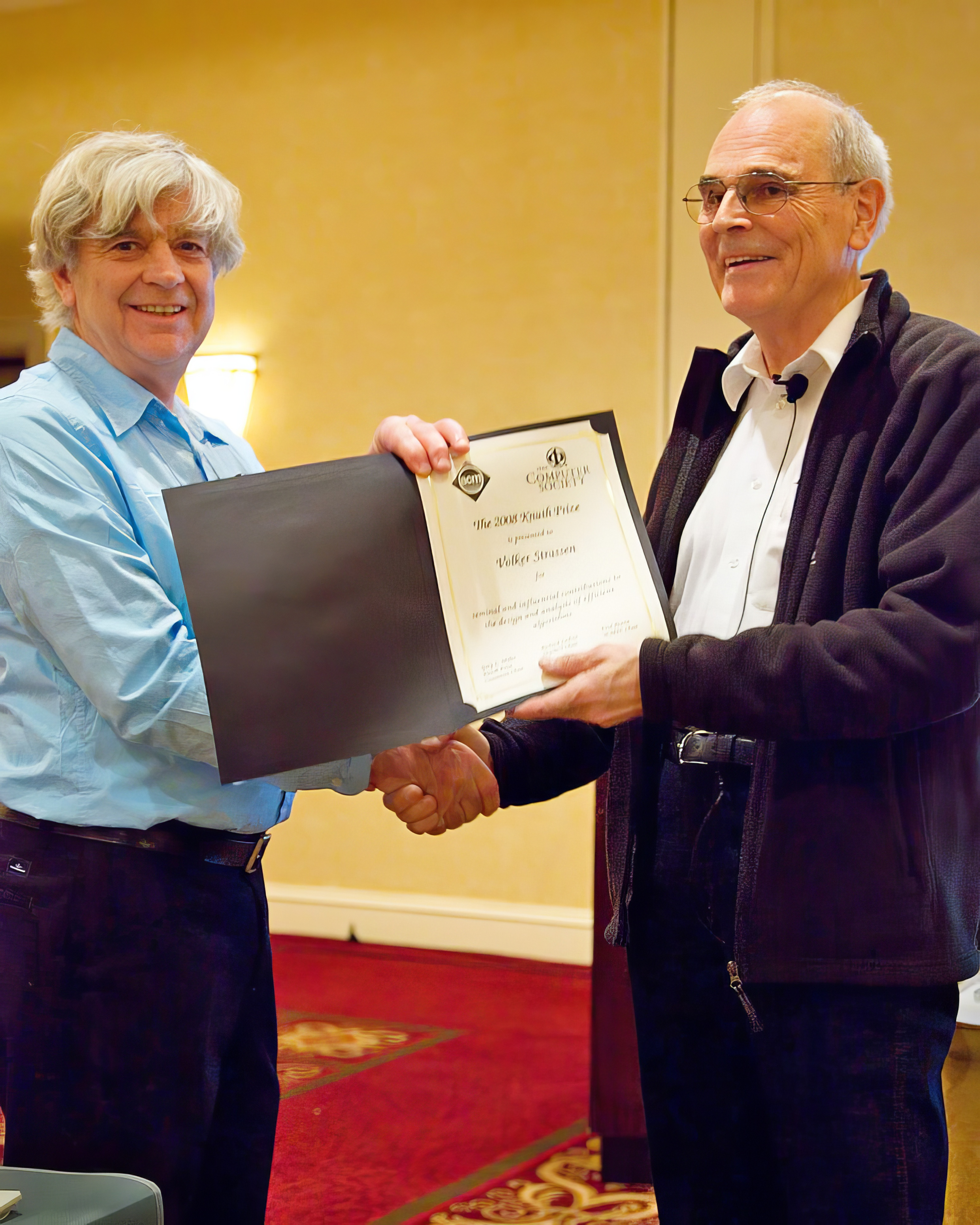
Gary Miller předává Volkeru Strassenovi Knuthovu cenu za rok 2008

Knuthova cena je ocenění, které uděluje ACM SIGACT (Association for Computing Machinery Special Interest Group on Algorithms and Computation Theory) za mimořádný přínos v oblasti teoretických základů informatiky. Je pojmenována podle informatika Donalda Ervina Knutha. 
Knuthova cena se uděluje každého jeden a půl roku od roku 1996 a její součástí je finanční částka ve výši pěti tisíc amerických dolarů. Ve srovnání s Gödelovou cenou, která se uděluje za vynikající články, je Knuthova cena udělována spíše za celkový přínos v dané oblasti.

## Ocenění
- 1996 – Andrew Jao
- 1997 – Leslie Valiant
- 1999 – László Lovász
- 2000 – Jeffrey Ullman
- 2002 – Christos Papadimitriou
- 2003 – Miklós Ajtai
- 2005 – Mihalis Yannakakis
- 2007 – Nancy Lynch
- 2008 – Volker Strassen
- 2010 – David S. Johnson
- 2011 – Ravi Kannan
- 2012 – Leonid Levin
- 2013 – Gary Miller
- 2014 – Richard J. Lipton
- 2015 – László Babai
- 2016 – Noam Nisan
- 2017 – Oded Goldreich
- 2018 – Johan Håstad
- 2019 – Avi Wigderson
- 2020 – Cynthia Dwork
- 2021 – Moshe Vardi
- 2022 – Noga Alon
- 2023 – Éva Tardosová
- 2024 – Rajeev Alur